# Anthrax pluto
Anthrax pluto är en tvåvingeart som beskrevs av Christian Rudolph Wilhelm Wiedemann 1828. Anthrax pluto ingår i släktet Anthrax och familjen svävflugor. Inga underarter finns listade i Catalogue of Life.